# 대한택견회
대한택견회는 택견 협회 중 하나로, 택견 종목을 관장하는 문화체육관광부 비영리 법인이자 대한체육회 정회원 종목 단체다. 사무실은 서울특별시 송파구 올림픽공원 올림픽회관에 있다.
실질적 전신은 1984년 설립된 한국전통택견연구회로, 1991년 1월 14일 대한택견협회 사단법인 허가를 받으면서 본격 시작했다. 2007년 2월 26일 대한체육회 정가맹 승인, 2015년 12월 1일 생활체육을 관장하는 ‘국민생활체육전국택견연합회’와 엘리트체육을 관장하는 ‘대한택견연맹’이 통합하여 대한택견회로 출범하였다.

## 연혁
- 1983.06.01. 택견, 중요무형문화재 제76호 지정
- 1984.09.20. 한국전통택견연구회설립 (문화공보부 사회단체)
- 1985.06.30. 제1회 전국택견경기대회 개최
- 1991.10.15. 대한체육회 경기가맹단체 가맹신청
- 1991.01.14. 대한택견협회 사단법인허가 (체육청소년부)
- 1991.10.15. 대한체육회 경기가맹단체 가맹신청
- 1995.10.30. 제2대 회장 김상현(국회의원)취임
- 1998.10.30. 국민생활체육전국택견연합회 창립(생활체육업무 이관) / 초대 회장 김상현(국회의원)취임
- 2000.12.09. 제3대 회장 임채정(국회의원) 취임
- 2001.02.02. 대한체육회 인정단체 승인
- 2002.12.08. 재단법인 세계택견본부 설립 허가 (전수업무 이관)
- 2003.02.11. 대한체육회 준가맹단체 승인
- 2004.12.04. 대통려기 전국택견대회 창설
- 2005. ~ 2006. KBSN 정규프로 편성
- 2006.02.17. 제4대 회장 정장선(국회의원)취임
- 2007.01.26. 대한택견연맹으로 명칭 변경
- 2007.02.26. 대한체육회 정가맹단체 승인
- 2008.01.11. 제5대 회장 권오을(국회의원)취임
- 2008.08.20. 이용복상임부회장 회장직무대행
- 2008.11.01. 대한체육회장기 전국결련택견대회 창설
- 2008.12.14. 제6대 회장 김학원(국회의원)취임
- 2010.05.05. 제7대 회장 이용복(세계택견본부 회장)취임
- 2014.11.29. 제9대 회장 오권석(기업인)취임
- 2015.05.09. 제10대 회장 김상훈(전국택견연합회장)취임
- 2019.09.26. 제12대 회장 이일재 취임
- 2020.02.11. 전국체육대회 택견 정식 종목 채택
- 2023.06.12. 인도 우타르프라데시州 올림픽위원회 가입
- 2025.02.24. 제14대 회장 오성문(전국전세버스운송사업조합연합회 회장)취임

## 주요 사업
- 택견 육성에 관한 기본계획의 수립, 시행
- 택견 경기에 관한 기본방침 심의, 결정
- 택견 국제대회의 개최 및 참가
- 택견 대회의 개최 및 주관
- 택견 경기기술의 연구 및 경기시설, 장비의 개량 및 공인
- 택견 선수, 지도자, 심판 및 운영요원 등의 양성
- 택견 수련 범국민운동 전개 및 보급사업
- 택견 동호인 조직 및 스포츠클럽 육성 지원
- 택견 자료수집, 조사통계 및 홍보
- 택견 생활체육활성화 및 택견회의 목적달성에 필요한 사업
- 실업팀 창단 및 지원 등

## 조직
대한택견회 산하에는 현재 13개의 시도가 대한택견회에 속해있으며, 다양한 지역에서 자체 택견 대회, 교육(training)을 실시하고 있다.
대한택견회 산하에는 12개의 각종 위원회가 구성되어 있는데, 대회위원회, 심판위원회, 선수위원회, 교육연수위원회, 경기력향상위원회, 생활체육위원회 등으로 나눌 수 있다.

## 대회

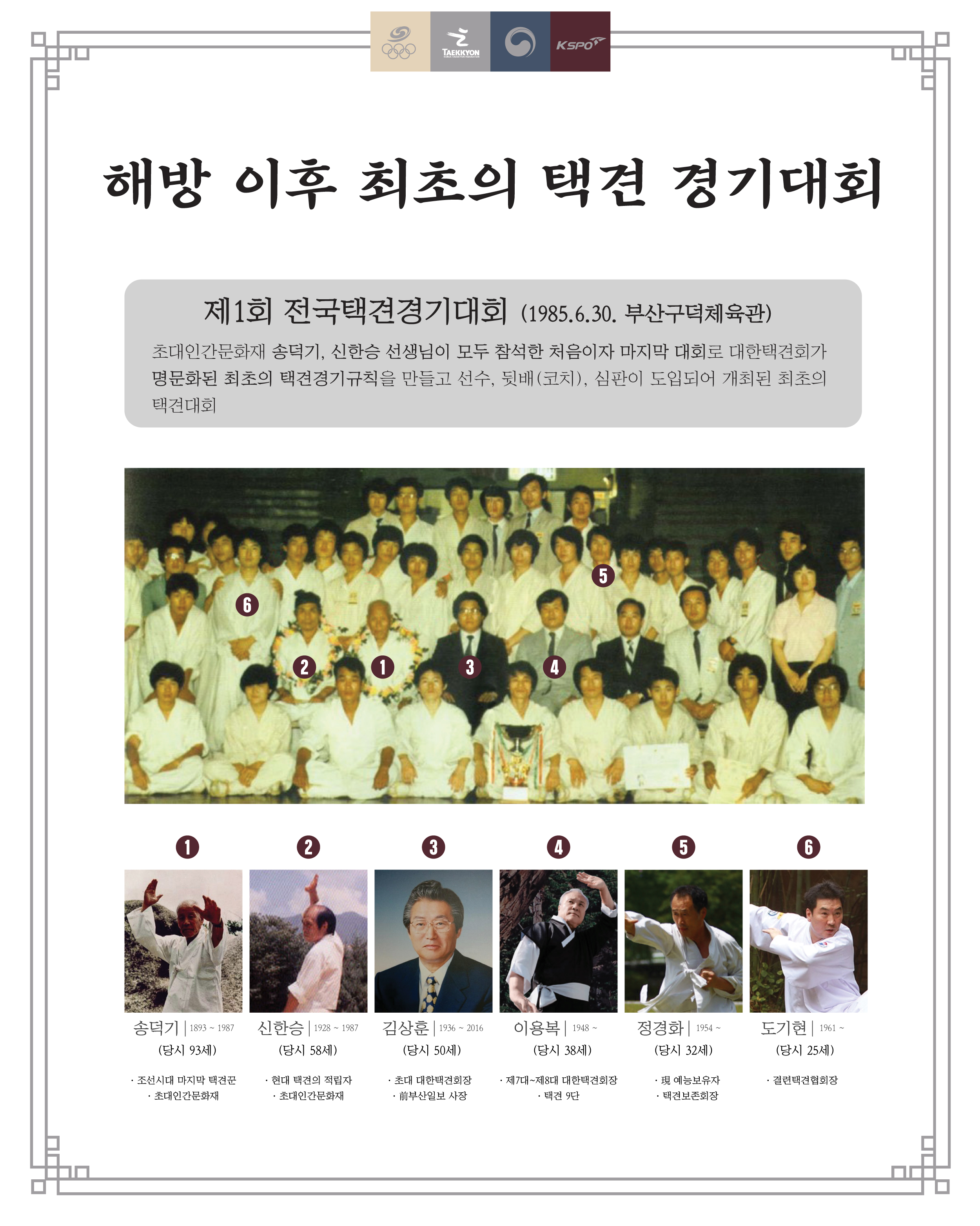
대한택견회가 명문화된 최초의 경기규칙을 만들어 시행한 '제1회 전국택견경기대회'에 참가한 택견꾼

일제강점기 민족문화말살정책으로 금지되었던 택견은 해방 이후 송덕기와 신한승 등의 노력으로 1983년 국가무형문화재 제76호로 등재되었다. 이후 대한택견회가 명문화된 최초의 택견경기규칙을 제정하고 개최한 첫 택견대회가 1985년 6월 30일 부산구덕체육관에서 개최된 제1회 전국택견경기대회이다. 당시 대회에는 초대 인간문화재인 송덕기, 신한승 선생님이 모두 참석했을 뿐 아니라 93세의 송덕기 선생님은 막뵈기를, 58세의 신한승 선생님은 본때뵈기를 직접 선보이기도 했다.
이후 이어진 대회에서는 신한승 선생님이 주심을 맡았으며, 93세의 송덕기 선생님이 직접 서울팀의 뒷배(코치)를 보기도 했다. 그렇게 1985년 역사적인 첫 택견대회가 개최되었으나, 송덕기, 신한승의 건강이 악화됨에 따라, 이 대회는 초대 인간문화재 2명이 처음이자 마지막으로 참석한 택견대회가 되었다. 이 대회에는 송덕기, 신한승 뿐 아니라 이후 택견을 대표하는 이용복, 정경화, 도기현 세사람도 참석했다.
현대의 택견대회
이후 최초로 택견경기규칙을 명문화 시킨 대한택견회가 대한민국 올림픽위원회인 대한체육회 정회원 종목으로 승격됨에 따라, 현재 택견은 대한민국 최대스포츠 축제인 전국체육대회(엘리트), 전국생활체육대축전(생활체육) 정식종목으로 채택되어 있으며, 국내 최고권위의 스포츠대회인 대통령기, 문화체육관광부장관기 전국택견대회도 개최되고 있다.
대한택견회 주최 택견 대회 목록

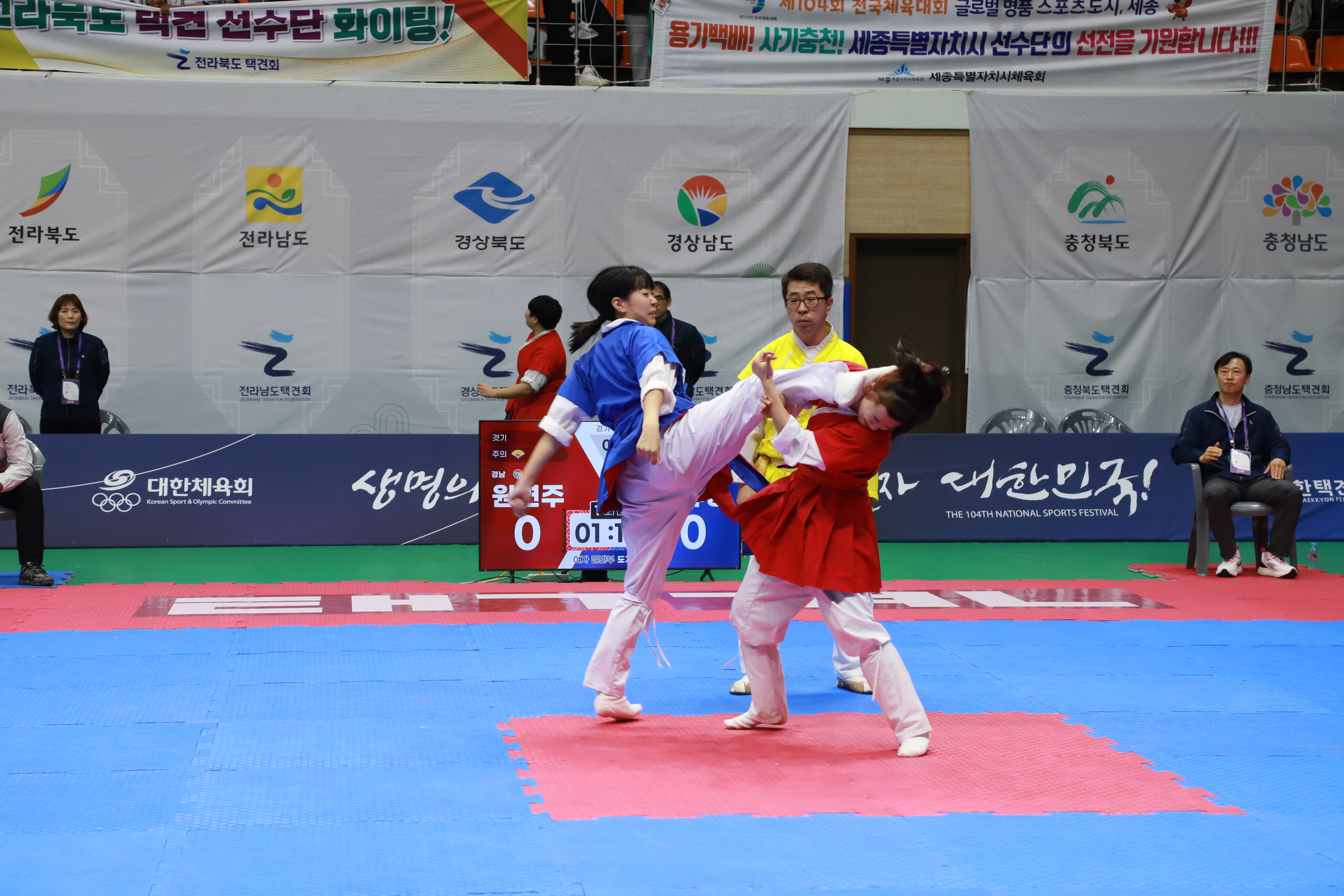
택견 대회장의 모습. 선수, 심판 모두 한복을 입고 있다.

1. 전국생활체육대축전 
2. 전국체육대회 
3. 대통령기 전국택견대회 
4. 문화체육관광부장관기 전국택견대회 
5. 군산새만금배 전국택견대회
6. 택견 최고수전 
7. 천하택견명인전 
8. 세계무예마스터십 
택견의 체급, 기술용어는 순우리말을 사용한다. 체급은 윷놀이에서 동물을 상징하는 도, 개, 걸, 윷, 모의 단어를 사용하고, 기술에는 두름치기, 칼잽이 등의 순우리말을 이용한다.
택견은 전통 한복 철릭을 선수복으로 채택하고 있다. 선수를 비롯하여 심판, 코치 등 경기장 내 모든 인원이 한복을 착용한다.

## 배리어프리(barrier-free) 대회 운영

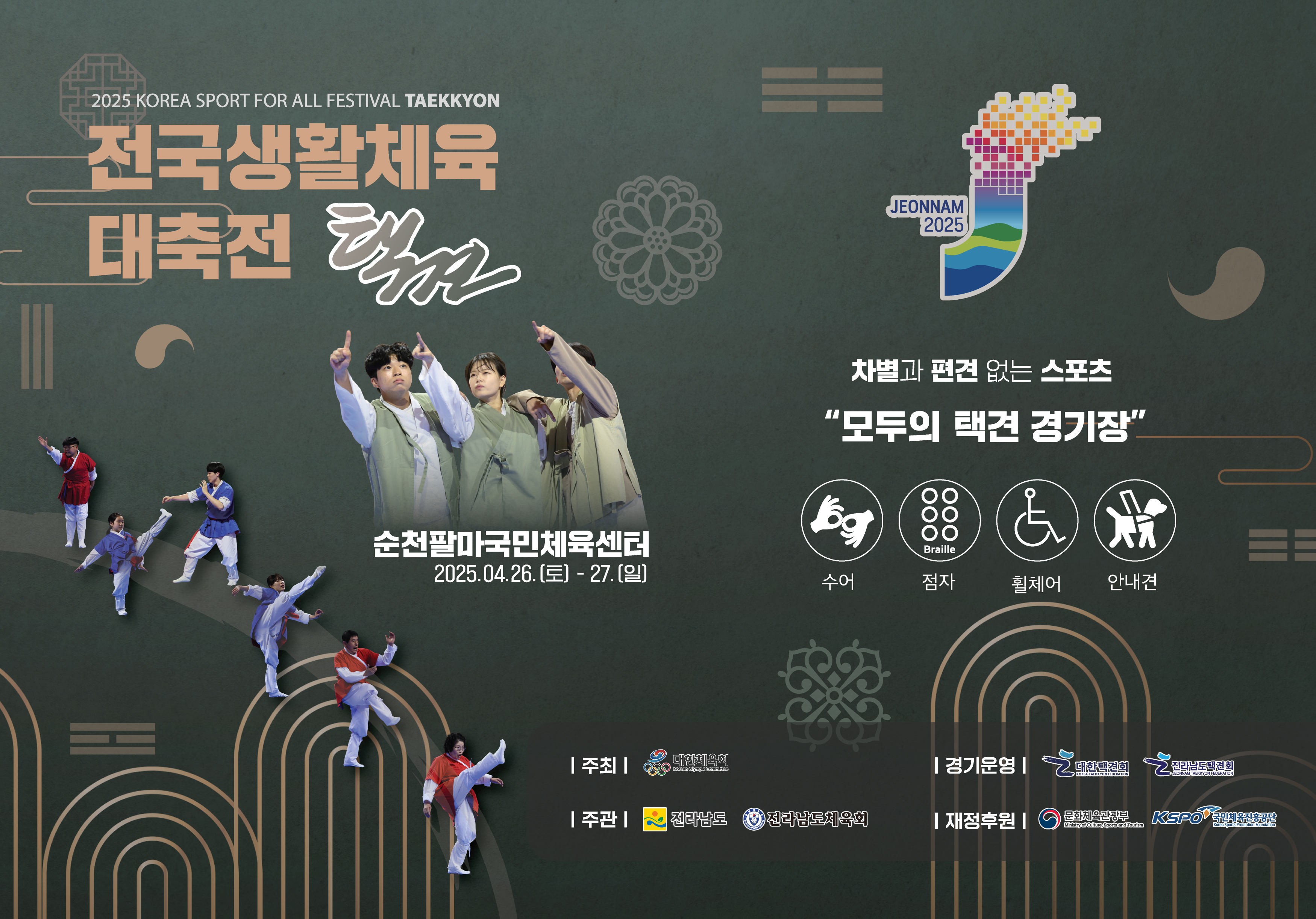
2025 전국생활체육대축전 택견경기 포스터

대한택견회는 2025년 전국생활체육대축전에서 대한체육회 회원종목단체 중 최초로 배리어프리를 선언하였다. 
배리어프리(barrier-free)는 장애인, 고령자, 임산부 등 사회적 약자가 직면하는 물리적 장애물이나 심리적 장벽을 제거하려는 운동 및 정책을 의미한다. 
이에따라 전국생활체육대축전 택견 경기장은 장애, 비장애인 모두가 전통 스포츠 택견을 즐길 수 있도록 수어 안내 영상과 점자 카탈로그가 비치되고, 휠체어 관람석을 배치하는 한편 안내견 출입도 가능하도록 운영되었다.

## 교육

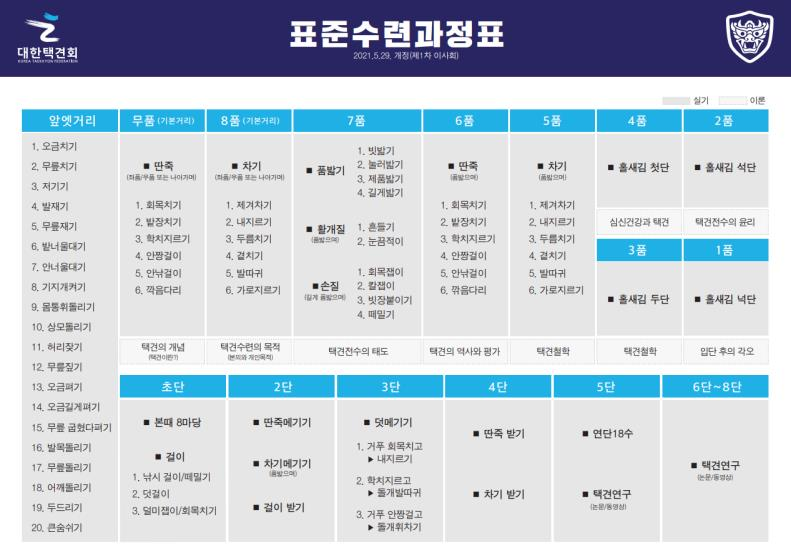
택견 표준수련과정표

대한택견회는 지도자 양성, 심판 교육, 선수 기량 향상을 위한 교육 프로그램을 진행하고 있다. 대한민국 정부가 인정하는 국가체육지도자 자격 역시 대한택견회가 관할한다.
택견수련을 희망하는 자는 전수관에서 일정 과정을 수료한 후 심사를 받으면 ‘단’을 취득할 수 있다. 각 시도의 전수관 정보는 대한택견회 홈페이지에서 확인할 수 있다.
택견지도사는 전수관에서 택견을 지도할 수 있는 권한을 부여받으며, 택견의 발전, 신인 선수 발굴, 선수 훈련, 경기력 향상 연구 등의 업무를 수행한다. 대한택견회에서는 택견지도사를 양성하기 위해서 교육연수, 소양교육, 신춘지도자대회 등의 프로그램을 진행한다.
택견 심판은 대한택견회에서 시행하는 택견 대회에서 심판의 역할을 하며, 택견 규칙에 대한 이해를 바탕으로 경기의 공정한 판정을 내리는 역할을 한다. 대한택견회에서는 택견 심판을 양성하기 위해서 심판자격고시, 보수교육 등 심판 양성을 위해 노력하고 있다.

## 택견 세계화 사업
대한택견회는 NF와 IF의 기능을 동시에 수행 중이며, 택견을 세계화 하기 위한 활동을 하고 있다. 대한체육회의 지원을 받아 4개국어(한국어, 영어, 에스파냐어, 프랑스어)로 된 택견 수련 4D영상을 제작하였다. 이 영상은 택견 경기규칙, 심판규칙, 표준수련과정을 담고 있어 해외에서 택견을 배우고자 하는 외국인들에게 유용한 영상이다. 인도, 프랑스, 체코 등 다양한 국적의 지도자를 교육하고 배치하며 글로벌 사업의 다각화를 진행하고 있다.

#### 1. 인도 우타르프라데시주 올림픽 위원회 가입
2023년 국가대표택견시범단을 조직하여 인도 택견 세미나 개최, 인도 우타르프라데시주 올림픽위원회 가입 등의 사업을 진행하였다. 인도는 제1회 아시안게임(1951년) 개최국이자 태국(4회 개최), 한국(3회 개최)에 이어 아시안게임을 가장 많이 개최한 나라로 우타르프라데시주 인구는 2021년 기준 2억4,106만명으로 전 세계 행정구역 중 가장 인구가 많은 지역이다.

#### 2. 제베트남 대한체육회 호치민지회 MOU 체결
2024년 제베트남 대한체육회 호치민지회와 MOU 체결, 호치민 한인회와 간담회를 통하여 동남아시아 국가에도 택견을 전파하기 위해 노력하고 있다.

#### 3. AIMS 법률위원장 면담
대한택견회는 2024년 국제올림픽위원회(IOC) 산하 독립인정스포츠회원연합회(AIMS)의 멀빈 탄(Mervyn  TAN) 법률위원장 등 관례자들과 택견 의 올림픽진출과 관련한 합의를 진행하였다. 멀빈 탄(Mervyn  TAN) 법률위원장은 "택견의 세계화가 머지 않았다. AIMS 가입은 물론 하계올림픽공인종목협의회(ARISF) 가입까지 전폭 지원하겠다"고 약속했다. 대한택견회는 택견의 올림픽 정식 종목 채택을 위한 후속 절차 진행에 속도를 낼 계획이다. 

## 택견 직장운동경기부

###### 광주광역시체육회[7]
2025년 광주광역시체육회는 직장운동경기부 택견 종목 운영을 위해 박진영, 김민성, 고관영 등 3명의 선수를 영입하여 계약을 체결하였다. 박진영 선수는 경상남도 소속으로 활동하던 시절 약 4년간 전국대회에서 다수의 금메달을 획득하여 택견 최고수전과 천하택견인 대회에서 우승한 경력이 있으며, 김민성과 고관영 선수 역시 각종 전국대회에 출전하여 우수한 성적을 거둔 바 있다.